# Anauxesis kolbei
Anauxesis kolbei är en skalbaggsart som beskrevs av Hintz 1919. Anauxesis kolbei ingår i släktet Anauxesis och familjen långhorningar.
Artens utbredningsområde är Gabon. Inga underarter finns listade i Catalogue of Life.